# Burauen
Burauen es un municipio filipino de la provincia de Leyte, en la isla homónima, zona de lengua samareña y con una población cercana a los 50.000 habitantes. En el año 2013 la ciudad, como toda la región, sufrió de modo notabla los efectos negativos del tifón Haiyan.

## Barangayes
El municipio se divide en 77 barangayes o barrios:
| - Abuyogon - Anonang - Arado - Balao - Balatson - Balorinay - Bobon - Buenavista - Buri - Caanislagan - Cadahunan - Cagangon - Cali - Calsadahay - Candag-on - Cansiboy - Catagbacan - Población I - Población II - Población III - Población IV - Población V - Población VI - Población VII - Población VIII - Población IX | - Dumalag (Pusod) - Ilihan - Esperanza - Gitablan - Hapunan - Hibonawan - Hugpa Este - Hugpa Oeste - Kalao - Kaparasanan - Laguiwan - Libas - Limburan - Logsongan - Maabab - Maghubas - Mahagnao - Malabca - Malaguinabot - Malaihao (San Ramón) - Matin-ao - Moguing - Paghudlan - Paitan - Pangdan - Patag | - Patong - Pawa - Roxas - Sambel - San Esteban - San Fernando - San José Este - San José Oeste - San Pablo - Tabuanon - Tagadtaran - Taghuyan - Takin - Tambis (Naboya) - Toloyao - Villa Aurora - Villa Corazón - Villa Patria - Villa Rosas (Cabang) - Kalbana - Damuloan - Dinaayan - Gamay - Kalipayan - Tambuko |

## Personajes ilustres
- Norberto Romuáldez, escritor, político e hispanista del siglo XX